# Ken Page
Kenneth "Ken" Page (født 20. januar 1954, død 30. september 2024) var en amerikansk skuespiller og komiker. Han var kendt som stemmen bag Oogie Boogie i The Nightmare Before Christmas.